# Срби у Швајцарској
Срби у Швајцарској су грађани Швајцарске српског порекла или људи рођени у Србији који живе и раде у Швајцарској.

## Историја
У Женеви је 1899. године постојало Српско друштво „Вила”. Њега су чинили младићи Срби који су дошли ту ради студирања у 19. веку. Оно је основано још 1. јула 1888. године, као „Српска читаоница у Женеви”. Преименовано је у „Вилу” 23. августа 1892. године. Друштво се 1898. године 12 пута састајало у свом „стану”, и тада су претресана текућа питања и читани радови редовних чланова Друштва. Број редовних чланова друштва је порастао; са 12 на 17. У пространом стану (изнајмљеном) били су друштвена читаоница и књижница. Књижница је тада имала фонд од 524 дела, а бесплатно је добијало делом српску периодику са свих страна Српства. Стизало је његову адресу 10 часописа, шест илустрованих и чак 18 политичких листова, од којих је пет узимано претплатом. То друштво је одржавало односе са 13 српских али и других нација — друштава. На челу Српског друштва налазио се један племенити Швајцарац, Густав Хенеберг, као почасни председник. Он је иначе био генерални конзул Краљевине Србије у Швајцарској. Подарио је 1898. године прилог друштву од 100 динара, а чист приход друштва је за 1899. годину износио 105 динара. Те 1899. године за председника је изабран студент песник Јован Дучић, а за тајника (секретара) његов будући кум, Петар Контић, студент медицине из Никшића. Они су заменили на челу друштва претходнике, Милоја Стојиљковића и Д. Владисављевића (тајника).
Постојало је у Цириху 1867. године „Словенско друштво”, које је сарађивало са „Матицом српском” из Пеште. Матица им је подарила књиге — своја издања. Захвалили су се јавно путем новина, августа те године Паја Миљков председник и Јарослав Шнирх тајник тог вишенационалног друштва.

## 20. век
Срби су у Швајцарску дошли у три већа таласа. Први, између два рата, други, после Другог светског рата и трећи, од средине шездесетих година 20. века. Зато у њој има и исељеника, али и гостујућих радника и интелектуалаца који су долазили појединачно, али у значајном броју. Први да се школују, а други да раде у Швајцарској. Некадашњи председник српске владе, Никола Пашић, био је својевремено један од најбољих швајцарских студената.
Српски теолози су још од времена Николаја Велимировића одлазили на постдипломске студије на (Старо)католички богословски факултет универзитета у Берну. Докторат са тог универзитета је добио и протојереј Драшко Тодоровић, који је пре педесет година помогао оснивање црквено-школске општине Света Тројица у Цириху. На Ђурђевдански уранак, који је сазивао отац Драшко, долазило је и до 7 хиљада српских радника са члановима породица. У Цириху је и црквена библиотека „Катарина Јовановић”, једна од највећих у српској дијаспори. Њен књижевни фонд је формиран још 1952. године и има преко 10 хиљада наслова. Библиотека је име добила по Катарини Јовановић, ћерки чувеног фотографа Анастаса Јовановића, која је умрла 1954. године у Цириху.
Крајем осамдесетих и почетком деведесетих година југословенски радници су били најбројнији међу „гастарбајтерима” и сезонцима у Швајцарској. Према подацима Генералног конзулата СФРЈ из 1989. године, у овој земљи је било око 150.000 људи, углавном Срба, и још 40.000 сезонаца из Југославије. Само у Цириху је живело и радило 30.000 Срба. Да би остали у Швајцарској морали су да имају дозволу за сталан рад и боравак, дозволу за једногодишњи боравак и рад или дозволу за сезонски рад. Те радне дозволе су издаване у амбасади Швајцарске у Београду. И пре него што су уведене туристичке и пословне визе за Србе почетком деведесетих, швајцарске власти су Албанцима са Космета и из Македоније масовно одобравале сезонски статус, мало због ниске цене њихове наднице, али и због прећутне политичке подршке албанским националистима, па су Срби и у том случају били дискриминисани у односу на њих, којима су швајцарске власти увелико давале и политички азил.

## Удружења
Први клубови који су организованије почели да окупљају југословенске раднике и чланове њихових породица настали су крајем шездесетих година у Цириху и Базелу. Грађани СФРЈ на раду и боравку у Швајцарској су били 1988. године организовани у 73 клуба и удружења. Хрвати, Словенци и Албанци су имали своје националне и завичајне клубове, за разлику од Срба који су били сврстани под капом југословенства. Чак је званично српским, а потом и југословенским дипломатама било забрањено да сарађују са тим клубовима и удружењима, па се догађало да појединим конзули због кршења ове забране буду протерани из земље. Тако је активиста Заједнице клубова Југословена, Драгиша Степановић, на пријаву појединих албанских националиста, хапшен, осуђен као шпијун СФРЈ и протеран из Швајцарске. Међу протераним су били најчешће српски дипломатски кадрови. Веће проблеме са властима нису имала једино удружења српске емиграције, која су имала огранке СКК „Свети Сава”, Српске народне одбране и Четничког покрета. Српски културни клуб „Свети Сава” је настао 1966. године, његов утемељивач је био Миле Божић. Он је 1970. године помагао и формирање Српског четничког покрета, који се десетак година касније ујединио са СКК „Свети Сава”. У СКК „Свети Сава” писац Лазо Костић написао је већину од седамдесетак књига посвећених српском и балканском питању. Мада третирани као Југословени, швајцарски Срби су тек крајем осамдесетих година снажније почели да испољавају своје српство, као на пример кроз припреме за обележавање 600 година Косовске битке. Многи од њих, посебно они имућнији, су се 1988. године без размишљања укључили у акцију Зајам за препород Србије.
Када је почетком деведесетих година дошло до распада 90 југословенских клубова, Срби су сачували за себе двадесет, од тога десет у Цириху и околини и пет у Берну. Они су добили карактеристичне српске називе: „Карађорђе”, „Свети Сава”, „Свети Арханђел Гаврило” и Удружење „Никола Тесла”. Највећа кровна организација Срба у Швајцарској је Српски културни савез, који је формиран 1992. године на предлог више клубова и удружења. На изборној скупштини ове асоцијације челна функција је поверена Слободану Стојановићу. Српски културни савез није регистрован као политичка организација, јер таква активност странцима у Швајцарској није ни дозвољена, његов задатак је да штити права и интересе Срба у Швајцарској.

## Познате личности
- Константин Јовановић, архитекта
- Катарина Јовановић, књижевни историчар, преводилац и хуманитарни радник
- Милева Марић-Ајнштајн, математичарка и прва жена Алберта Ајнштајна
- Ханс Алберт Ајнштајн, инжењер
- Лазо Костић, правник, писац и статистичар
- Дејан Станковић, играч фудбала на песку
- Филип Сендерос, фудбалер
- Борис Смиљанић, фудбалер
- Верољуб Салатић, фудбалер
- Здравко Кузмановић, фудбалер
- Ален Стевановић, фудбалер
- Милош Вељковић, фудбалер
- Викторија Голубић, тенисерка
- Душан Млађан, кошаркаш
- Дијана Цвијетић, представница Швајцарске на избору за Мис света 2014.